# Prêmio Açorianos de 1984
A oitava edição do Prêmio Açorianos ocorreu em 1984 em Porto Alegre e premiou unicamente destaques do setor de arte dramática.

## Premiação
Melhor diretor: Irene Brietzke
Melhor ator: Sérgio Ilha
Melhor atriz: Araci Esteves
Melhor ator coadjuvante: Oscar Simch
Melhor atriz coadjuvante: Sônia Cofini
Melhor espetáculo: Crônica da Cidade Pequena
Melhor figurino: Fernando Zimpek
Melhor cenário: Fernando Zimpek
Melhor direção musical: Cyda Moreyra
Prêmio especial para Eva Sopher pela reconstrução do Theatro São Pedro.
Prêmio proposta alternativa: para o grupo Mutirão, pela realização da ópera Turandot.